# Águias de Fogo
Águias de Fogo é uma série televisiva brasileira lançada em 1968 e transmitida originalmente pela TV Tupi, sobre as aventuras de um esquadrão fictício da Força Aérea Brasileira (FAB). Foi criada, produzida e dirigida pelo cineasta brasileiro Ary Fernandes.
Fernandes, que já fora o responsável pelo seriado de grande sucesso no país O Vigilante Rodoviário, se inspirou em informações que constam dos arquivos da FAB para criar os argumentos da série.
Os episódios retratam a busca e salvamento de acidentados e outros exemplos de serviços realizados pela aviação militar no interior do país. Há também frequentes enfrentamentos contra espiões, agentes estrangeiros e terroristas, mostrados como os tradicionais vilões de cinema e quadrinhos.

## Elenco

### Principal
| Intérprete     | Personagem      | Nota                                                                     |
| -------------- | --------------- | ------------------------------------------------------------------------ |
| Dirceu Conte   | Major Ricardo   | severo comandante do esquadrão                                           |
| Ary Fernandes  | Capitão César   | líder das missões de campo                                               |
| Ricardo Nóvoa  | Tenente Celso   | participou apenas de 4 episódios                                         |
| Roberto Bolant | Aspirante Fábio | piloto que sempre causa risos e broncas falando de garotas               |
| Edson Pereira  | Sargento Fritz  | responsável pelas comunicações, afrodescendente especialista em capoeira |

## Sinopse
O esquadrão especial da Força Aérea Brasileira (FAB) chamado Águias de Fogo defende a lei e a ordem nos céus do Brasil. Os integrantes da equipe usam helicópteros e aviões em missões de resgate ou no combate ao crime.

## Episódios
| Episódios |
| --- |
| 1. A Viagem 2. O Rapto 3. O Diplomata 4. O Asilado (episódio recuperado) 5. A Emergência 6. A Zona de Perigo 7. A Procura 8. Mãe do Ouro 9. A Trama 10. A Competição 11. O Invento 12. O Aspirante 13. Estação de Junção 14. O Imprevisto (participação especial de Carlos Miranda como O Vigilante Rodoviário, ao lado do cão Lobo) 15. O Agente 16. Rádio Compasso 17. A Grande Revoada (episódio perdido) 18. Terra dos Índios (episódio perdido) 19. Urânio 238 20. Operação Tatu 21. O Alvo 22. Estação Clandestina 23. Operação Rondon 24. O Contrabando 25. O Engraxate (episódio perdido) 26. O Assalto |

Águias de fogo,
Águias de fogo,
Preparar

Águias de fogo
O esquadrão
Que tem como bandeira
O heroísmo e a bravura
Da gloriosa Força Aérea Brasileira

Águias de fogo
Águias de fogo,
Decolar

Águias de fogo
Águias de fogo,
Em formação

Cortando os céus do Brasil
Para cumprir outra missão

Águias de fogo
Águias de fogo,
Aterrisar

Águias de fogo
Homens valentes
Em terra ou no ar

Pela defesa da nossa pátria
Estão sempre a lutar…

## Produção
A série de televisão teve um total de 26 episódios e foi ar em 15 de março de 1968 pela extinta TV Tupi. A produção da série durou 10 meses, entre 1967 e 1968. Este foi o segundo seriado criado e produzido em película para televisão brasileira, sendo que séries de aventuras, sempre foram as preferidas de Ary Fernandes.

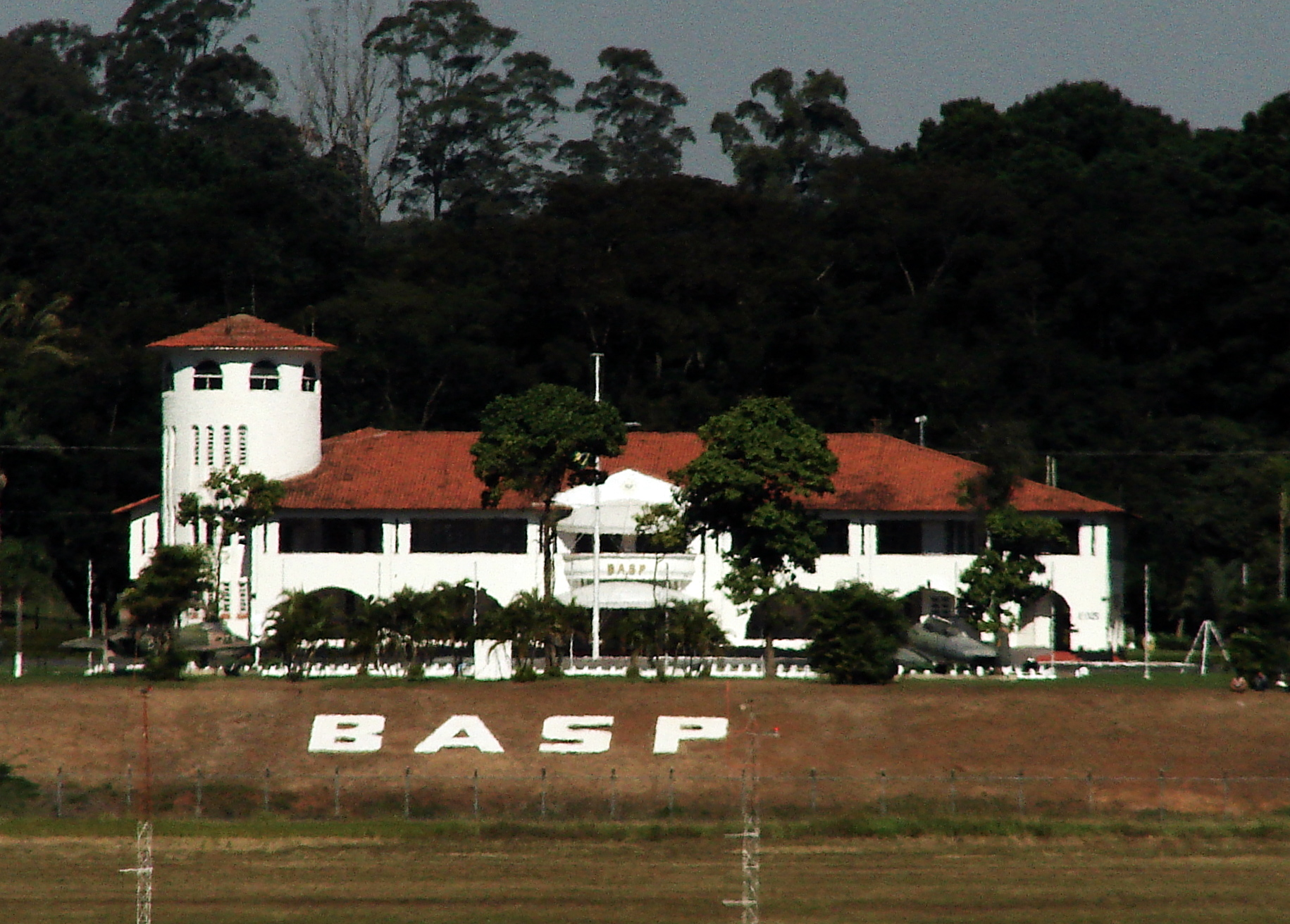
Base Aérea de São Paulo em 2010. O local foi utilizado como locação da base militar do esquadrão na série

A série perdeu a guerra de audiência para as novelas. Em 1967, o Brasil já exibia telenovelas e a transmissão da série em São Paulo e no Rio de Janeiro, coincidiu justamente com a exibição da telenovela Redenção em outro canal. O público não deixaria de ver a novela para ver a nova série, ou qualquer novidade televisiva que concorresse no mesmo horário. Foi um erro grave de estratégia no lançamento da série.
Em 2007, os episódios originais foram selecionados para serem recuperados através de um programa de restauração da Cinemateca Brasileira em parceria com a Petrobrás.

## Crossover
O episódio "O Imprevisto", transmitido pela primeira vez em 1968, tem a participação especial de Carlos Miranda, revivendo o papel do inspetor Carlos, protagonista do seriado O Vigilante Rodoviário, também escrito e dirigido por Ary Fernandes. O capítulo reúne os personagens das duas produções nacionais em um crossover para socorrer uma menina que precisa de atendimento médico de urgência em um vilarejo remoto. Enquanto os oficiais resgatam a criança de helicóptero, o inspetor Carlos e o cão Lobo fazem a escolta da ambulância que irá levá-la para o hospital.

## Reprises
Em 2009, Ary Fernandes/PROCITEL e o Canal Brasil do Grupo Globo, selam uma parceria com a estreia em 2 de agosto de 2010, da série Águias de Fogo pelo canal por assinatura, todas as 2ªs às 20:30h, com reapresentações todas as 3ªs às 15:30h e aos domingos às 11:00h. Em janeiro de 2015, a série voltou a ser transmitida pelo Canal Brasil.

## Outras mídias

### Cinema
São dois longas metragens que reúnem a compilação de alguns episódios:
| Ano  | Filme                | Episódios                                                  |
| ---- | -------------------- | ---------------------------------------------------------- |
| 1969 | Águias em Patrulha   | O Contrabando; O Diplomata; O Rapto; A Viagem              |
| 1971 | Sentinelas do Espaço | Mãe do Ouro; O Asilado; A Grande Revoada; Terra dos Índios |

## Galeria de aeronaves

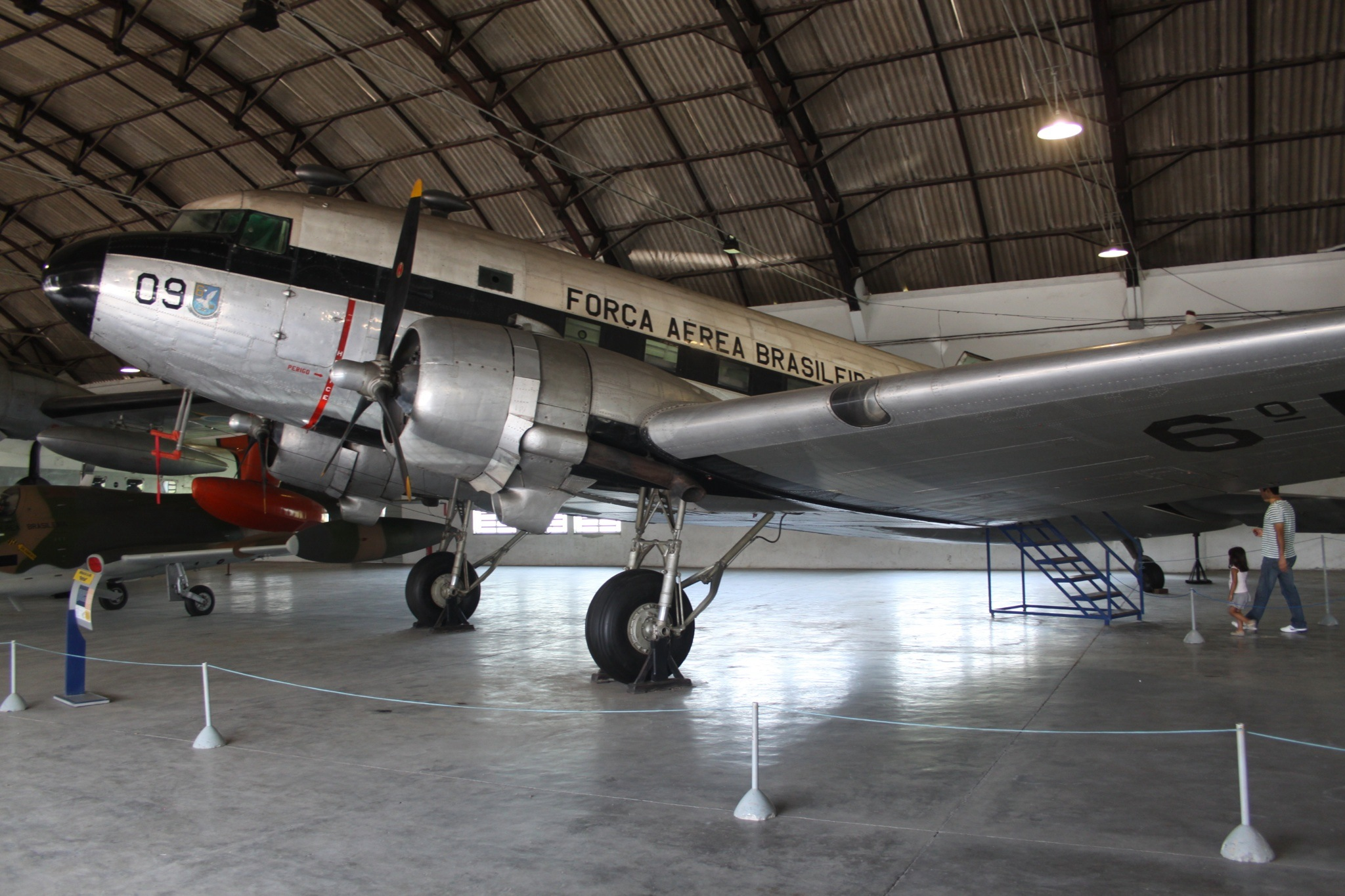
Douglas C-47 Skytrain
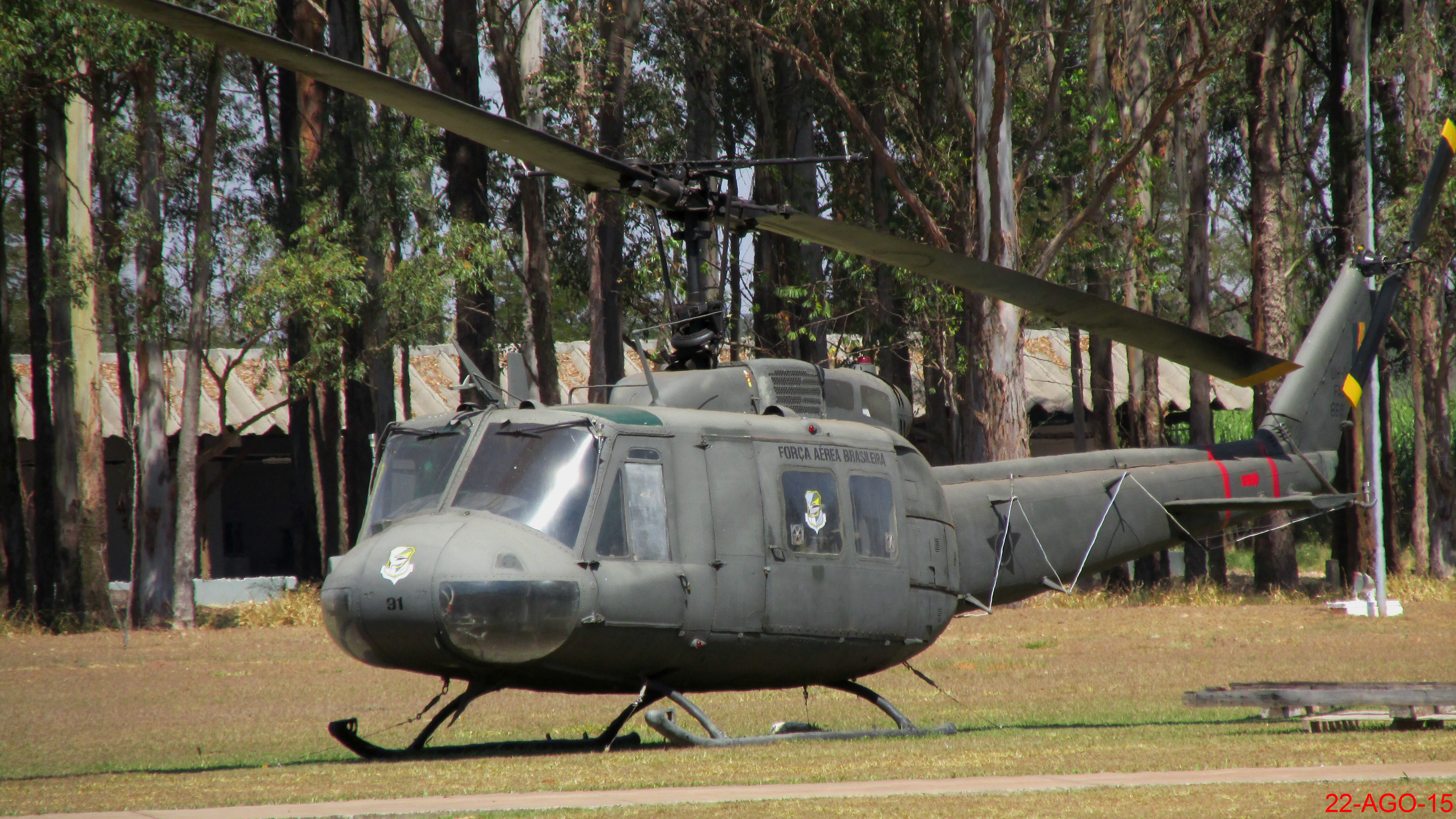
Bell UH-1 Iroquois
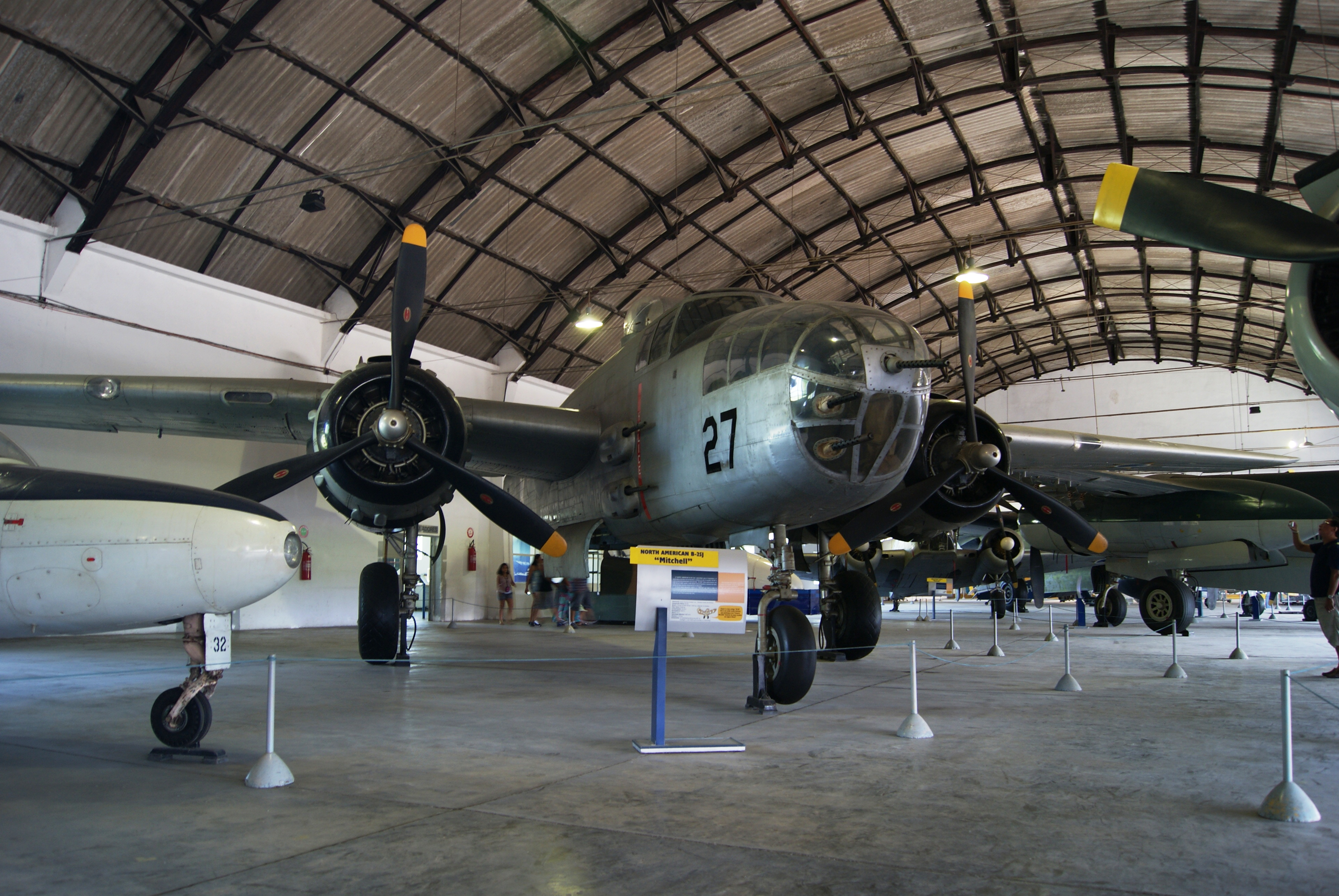
North American B-25 Mitchell
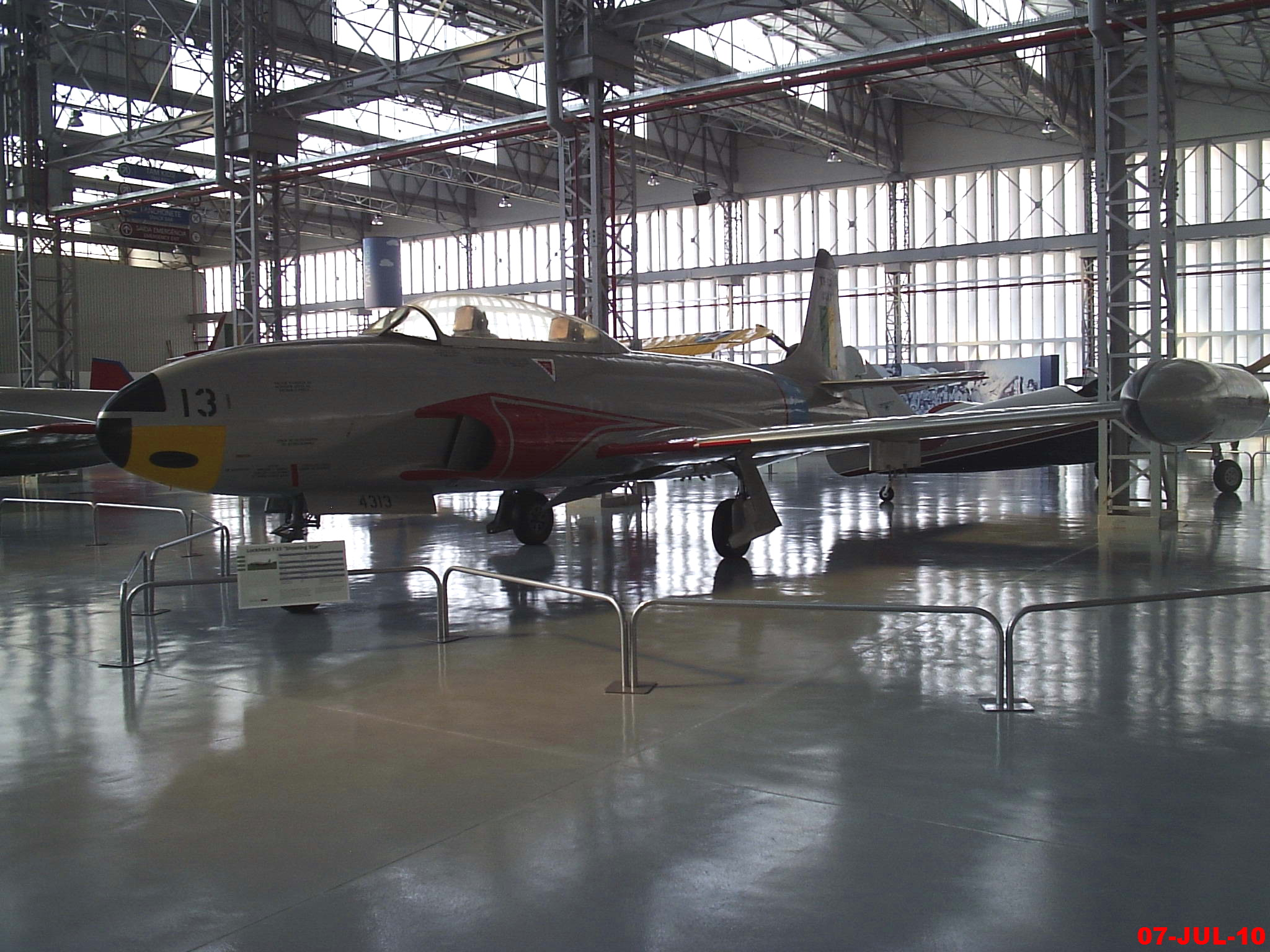
Lockheed T-33 Shooting Star
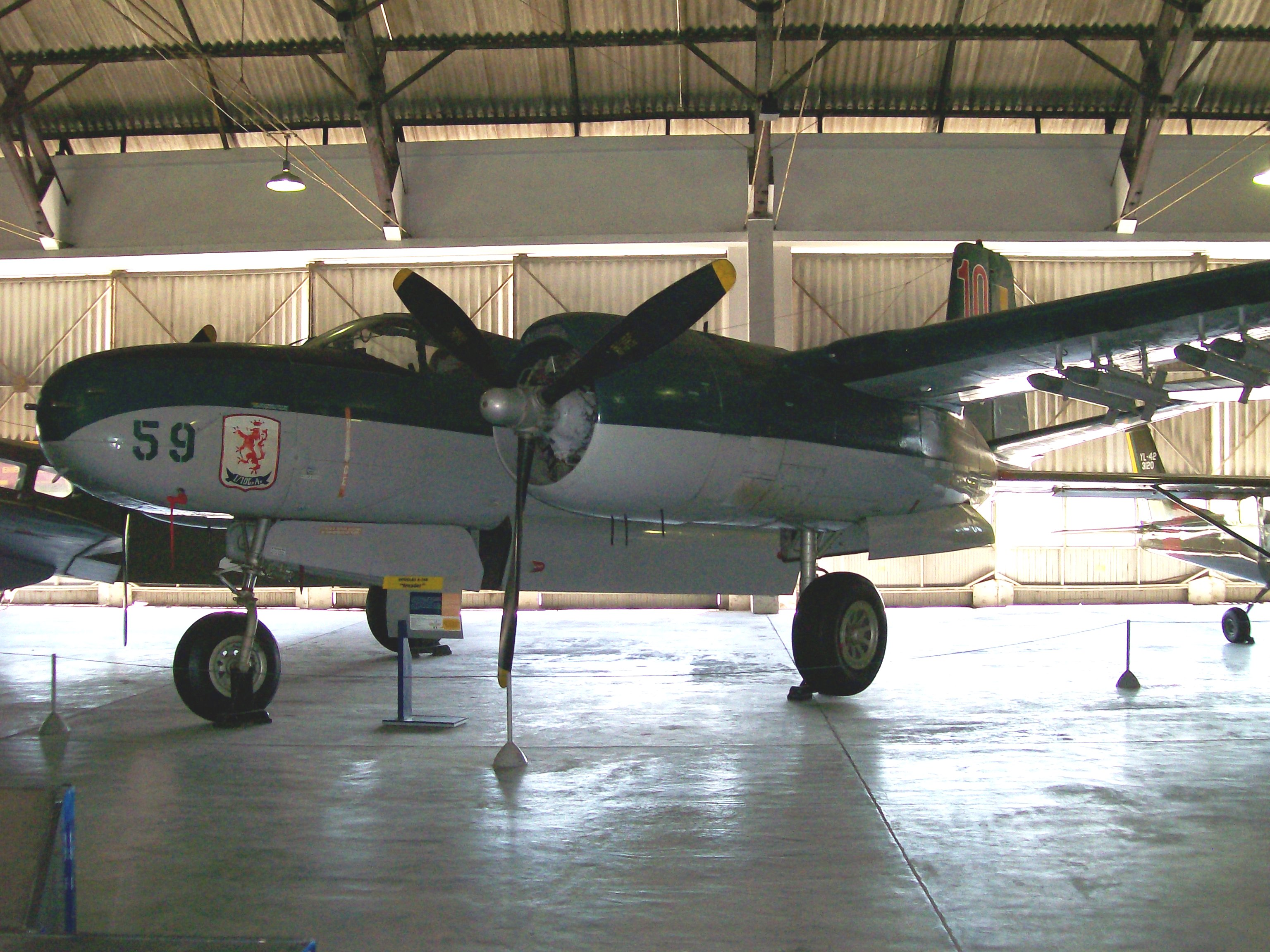
Douglas A-26 Invader
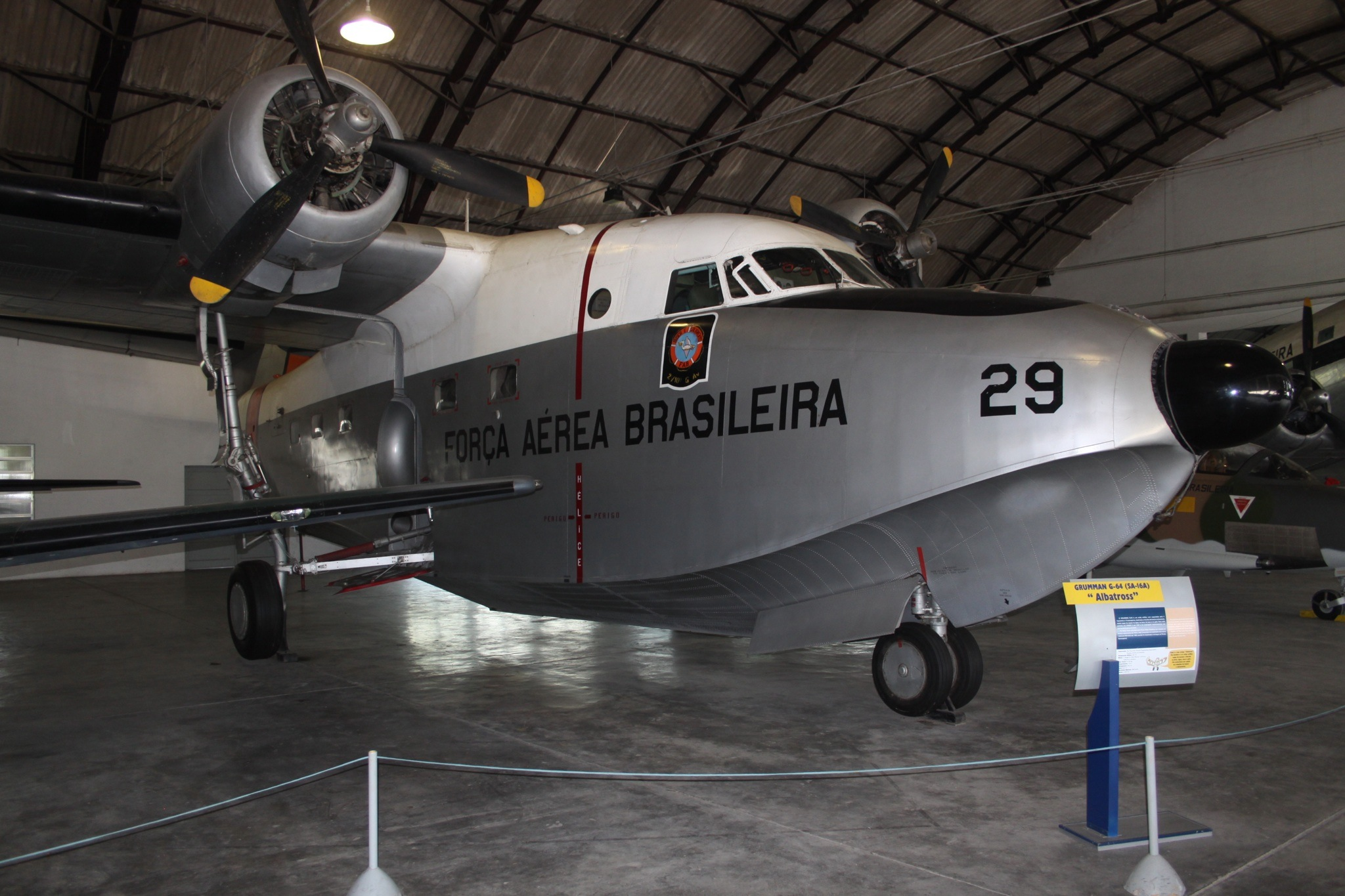
Grumman HU-16 Albatross
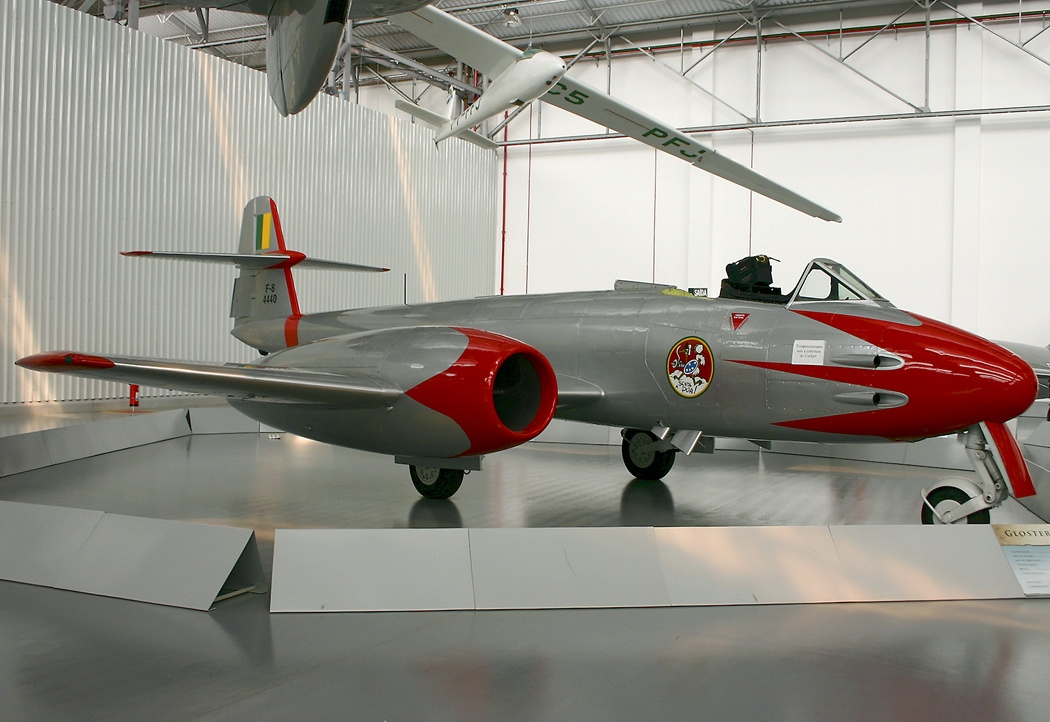
Gloster F-8 Meteor
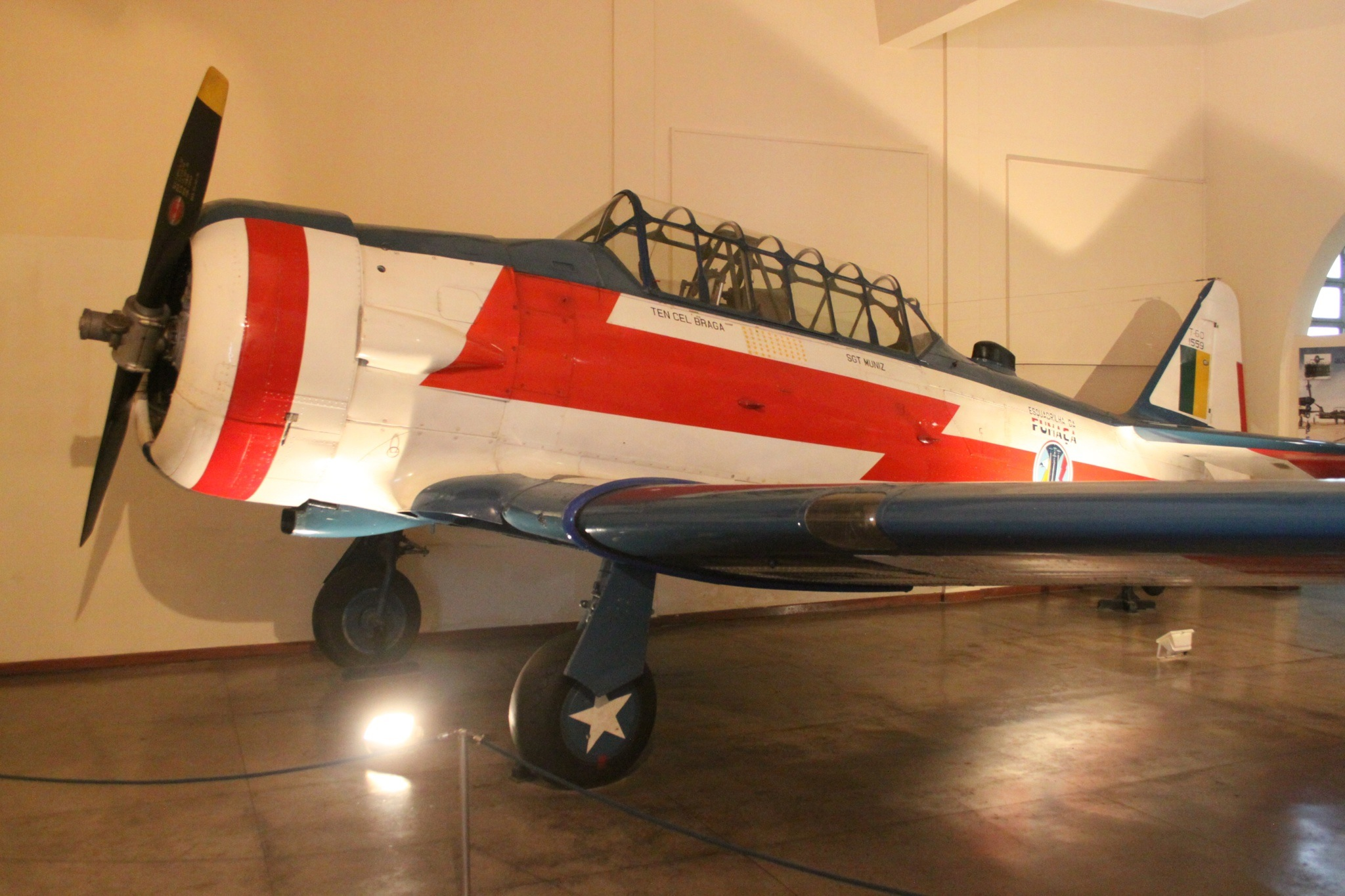
North American T-6
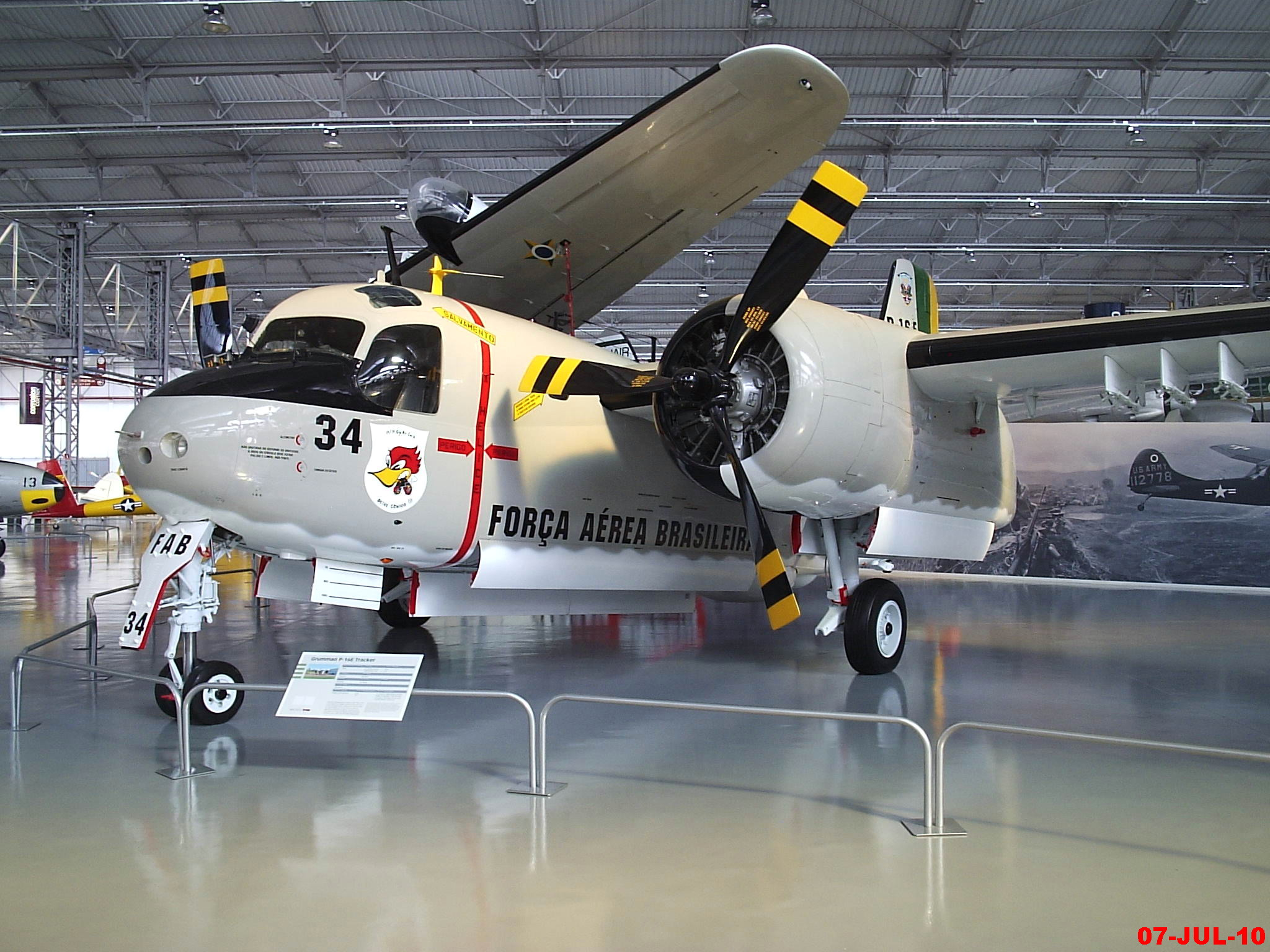
Grumman S-2 Tracker
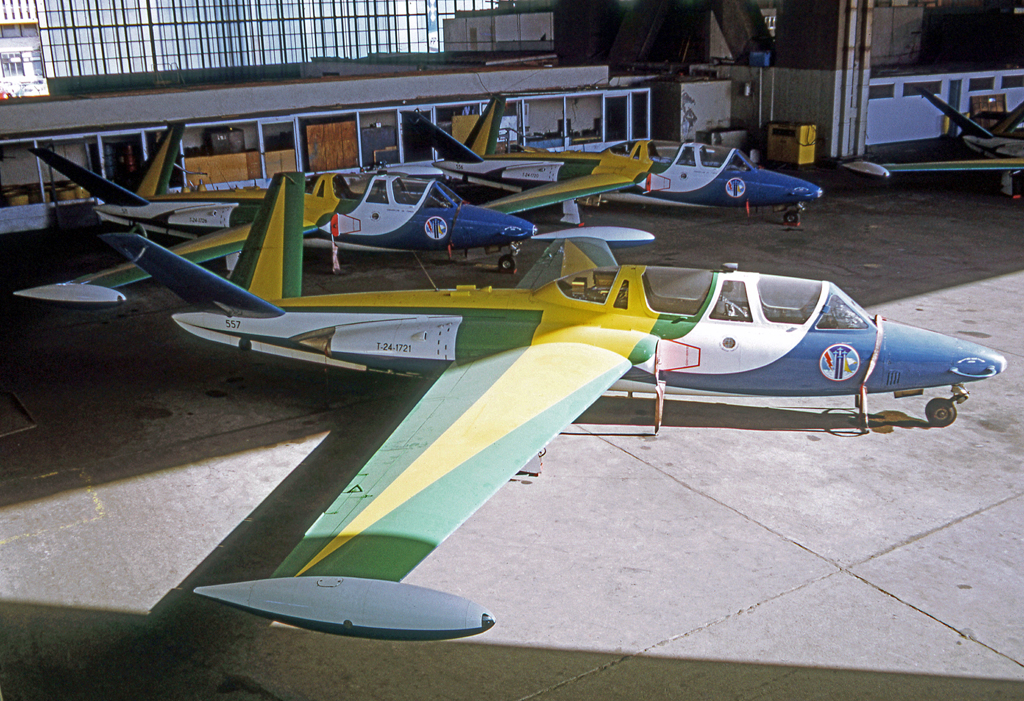
Fouga CM.170 Magister
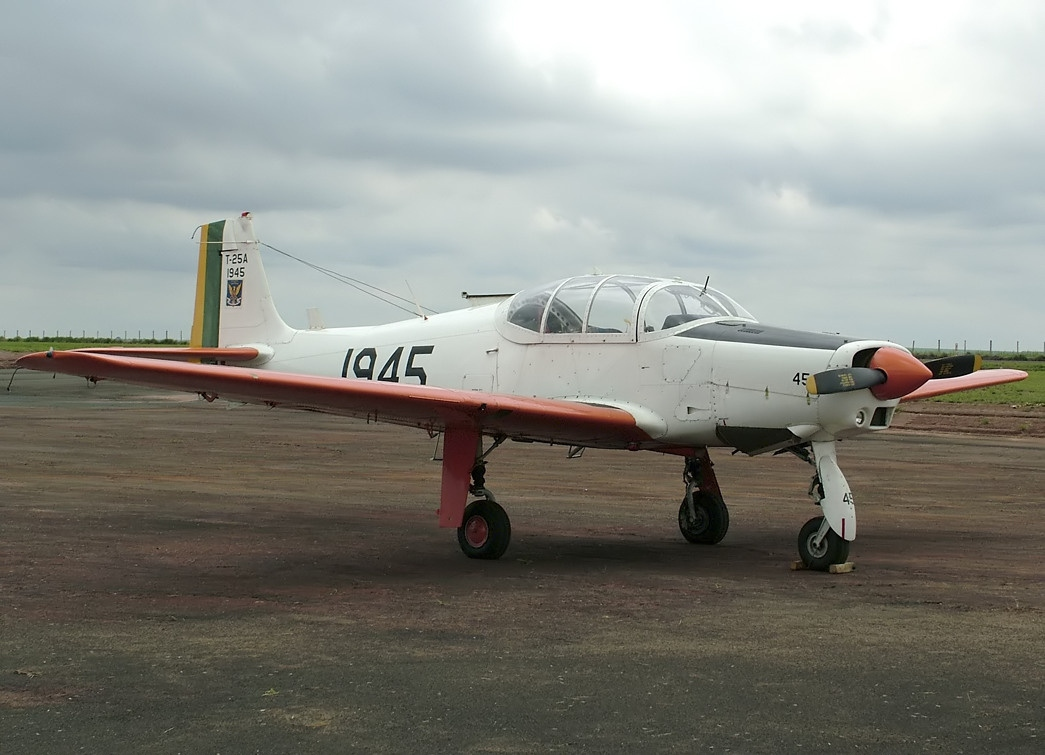
Neiva T-25
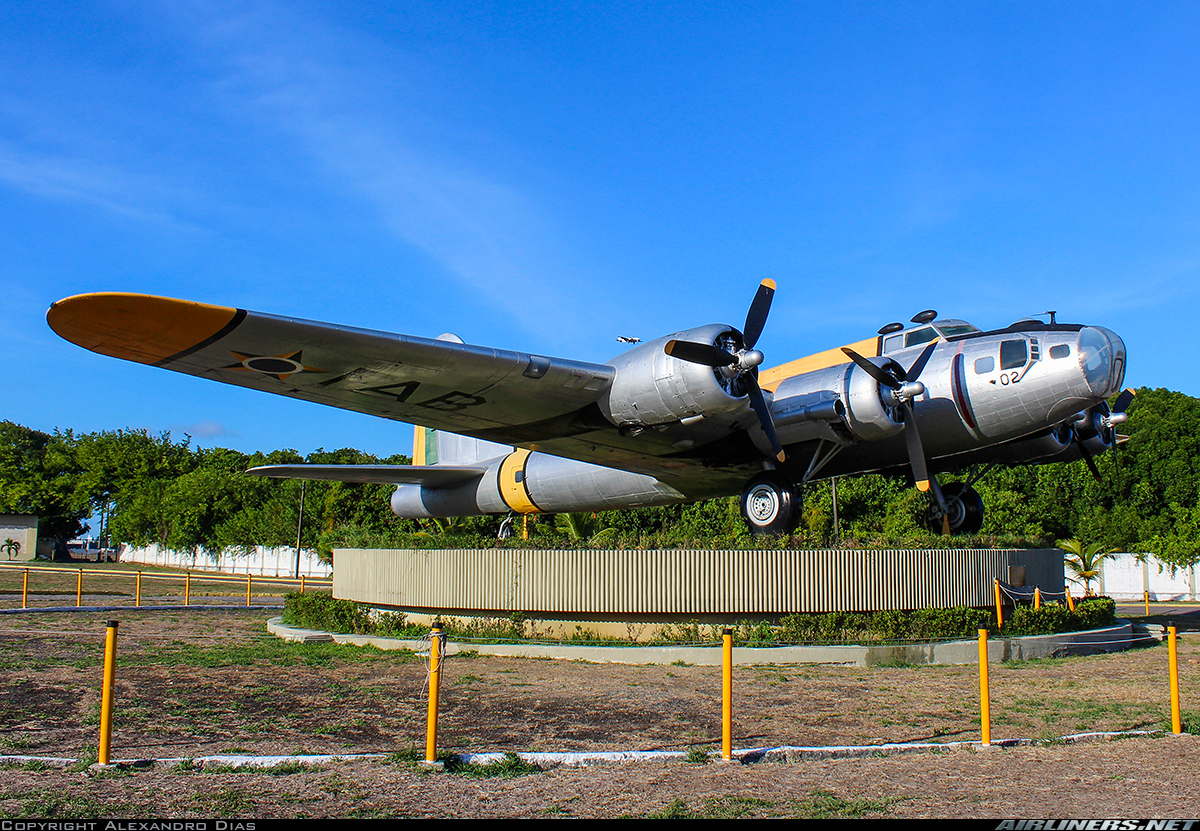
Boeing B-17 Flying Fortress
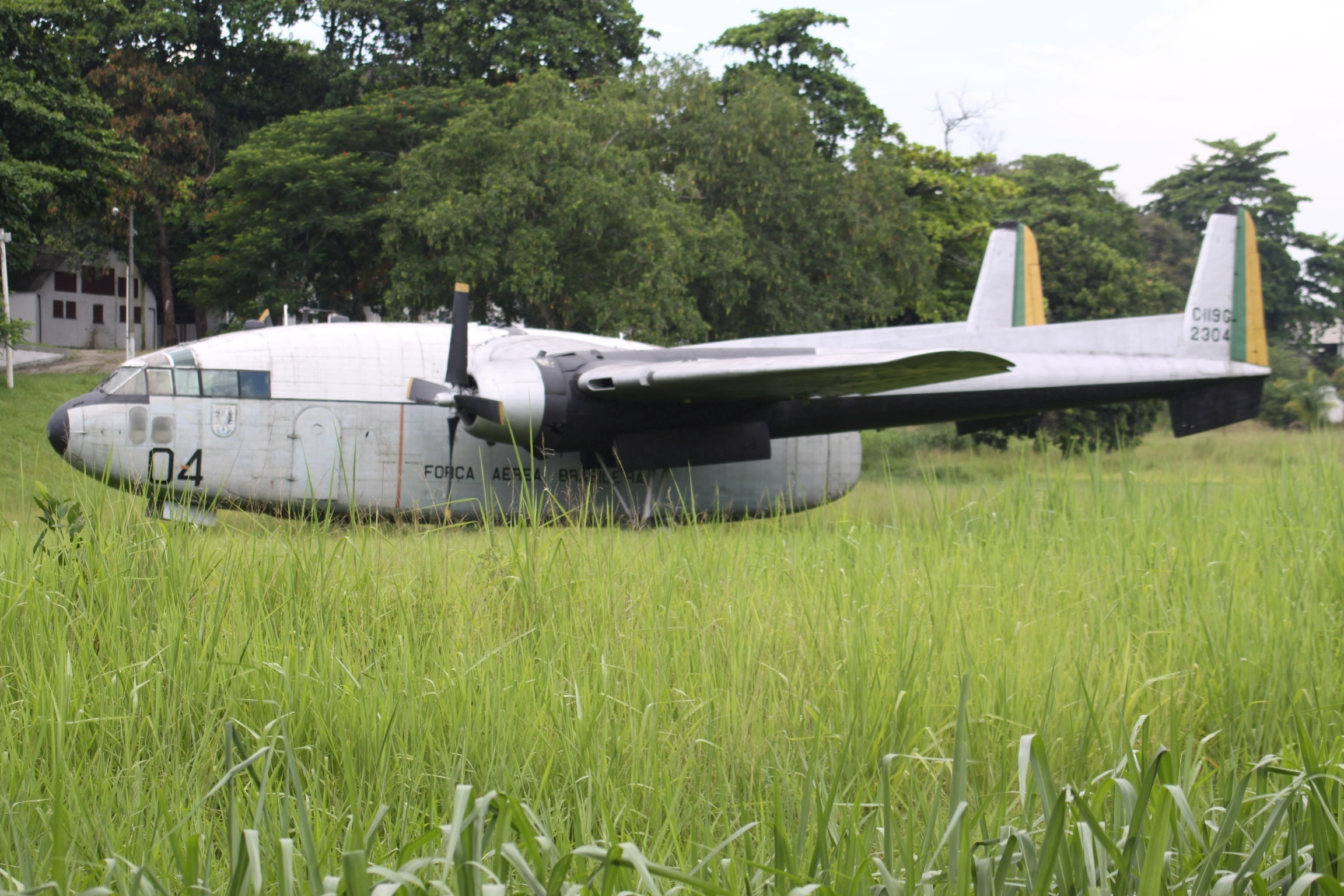
Fairchild C-119G Flying Boxcar
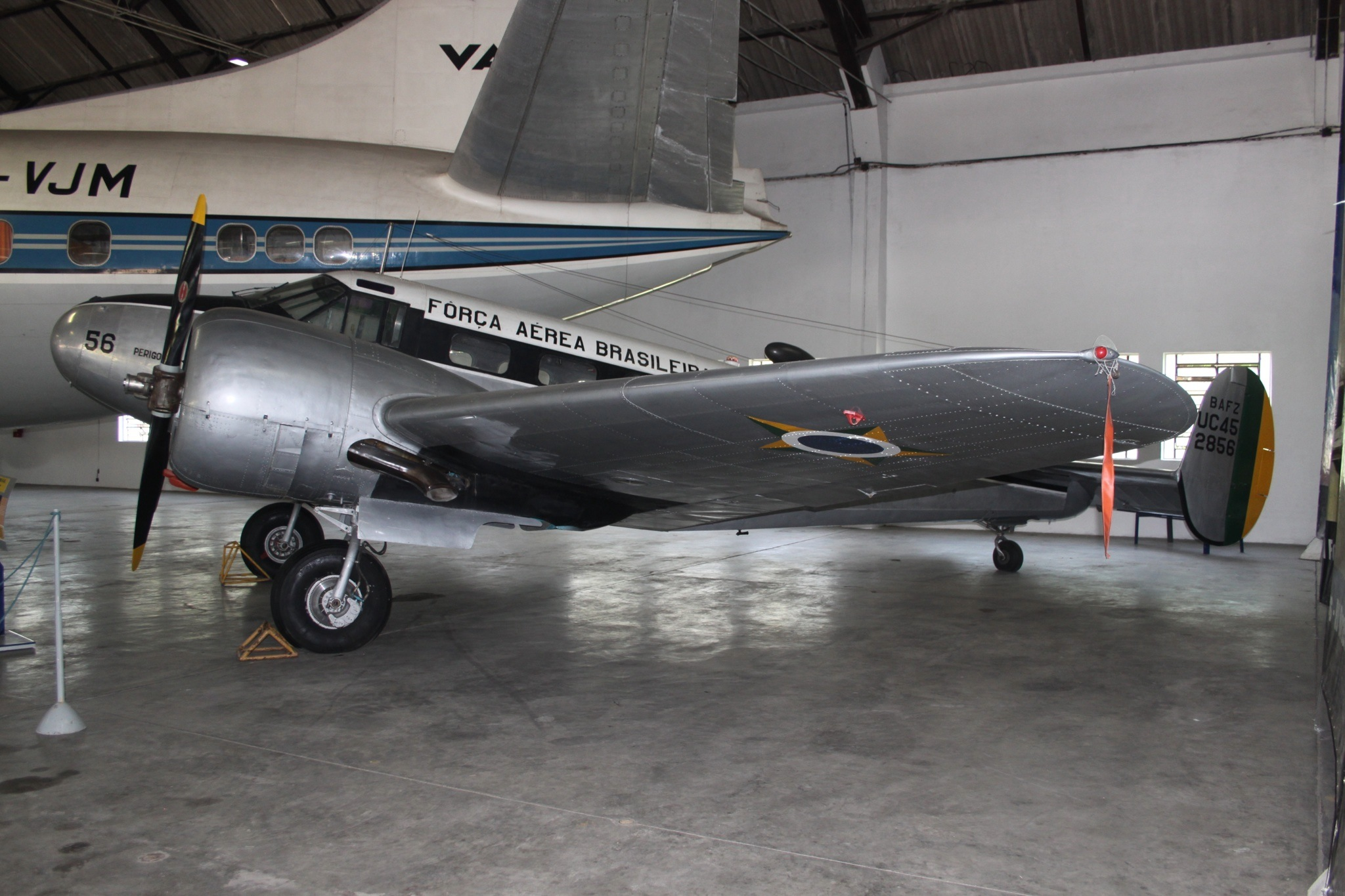
Beechcraft Model 18